# 4486 Mithra
A 4486 Mithra (ideiglenes jelöléssel 1987 SB) egy földközeli kisbolygó. Eric Walter Elst, Shkodrov, V. G. fedezte fel 1987. szeptember 22-én.